# Assyrisch-evangelische Kirche

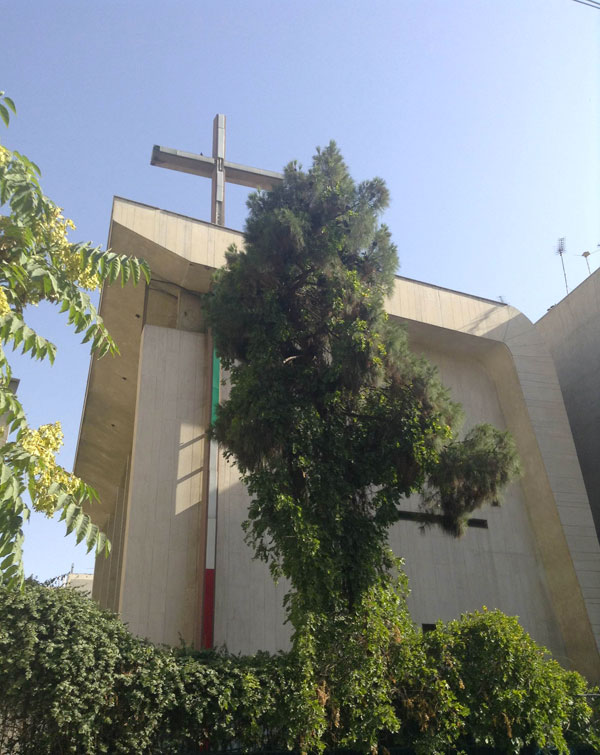
Assyrische Evangelische Kirche Mar Tuma in Teheran, 2014

Die Assyrisch-Evangelische Kirche (Englisch: Assyrian Evangelical Church) ist eine Kirche im Nahen Osten, die auf die presbyterianische Mission des 19. Jahrhunderts im Iran zurückgeht. Ihre Mitglieder sind ganz überwiegend Assyrer und leben hauptsächlich in Gemeinden im Iran und Irak, aber auch in der Diaspora, z. B. in San José (Kalifornien). In Iran sind sie der Evangelisch-Presbyterianischen Kirche des Iran angeschlossen.